# Италия на летних Олимпийских играх 2008
Италия на летних Олимпийских играх 2008 была представлена 344 спортсменами. Итальянская олимпийская сборная в неофициальном общекомандном зачёте опустилась на одну позицию по сравнению с предыдущими играми, заняв 9-е место.
Олимпиада началась для Италии весьма успешно — за первые 6 дней было завоёвано 6 золотых медалей, однако затем дела пошли не так хорошо — лишь 2 золота за последние 10 дней соревнований.
Из 8 итальянцев, завоеваших золото пекинской Олимпиады, лишь знаменитая фехтовальщица Валентина Веццали уже поднималась ранее на высшую ступень олимпийского пьедестала, остальные же впервые стали олимпийскими чемпионами.
Давиде Ребеллин был лишён серебра в групповой шоссейной велогонке в связи с тем, что он был уличён в применении допинга.

## Награды
| Медали по дням | Медали по дням | Медали по дням | Медали по дням | Медали по дням | Медали по дням | Медали по дням |
| -------------- | -------------- | -------------- | -------------- | -------------- | -------------- | -------------- |
| День           | Дата           |                |                |                | Итого          |                |
| День 0         | 8 августа      | —              | —              | —              | —              |                |
| День 1         | 9 августа      | 0              | 0              | 0              | 0              |                |
| День 2         | 10 августа     | 1              | 1              | 1              | 3              |                |
| День 3         | 11 августа     | 2              | 1              | 1              | 4              |                |
| День 4         | 12 августа     | 0              | 1              | 0              | 1              |                |
| День 5         | 13 августа     | 1              | 0              | 1              | 2              |                |
| День 6         | 14 августа     | 2              | 0              | 0              | 2              |                |
| День 7         | 15 августа     | 0              | 0              | 1              | 1              |                |
| День 8         | 16 августа     | 0              | 1              | 1              | 2              |                |
| День 9         | 17 августа     | 0              | 1              | 1              | 2              |                |
| День 10        | 18 августа     | 0              | 0              | 0              | 0              |                |
| День 11        | 19 августа     | 0              | 0              | 1              | 1              |                |
| День 12        | 20 августа     | 0              | 1              | 0              | 1              |                |
| День 13        | 21 августа     | 0              | 0              | 1              | 1              |                |
| День 14        | 22 августа     | 1              | 1              | 1              | 3              |                |
| День 15        | 23 августа     | 0              | 2              | 1              | 3              |                |
| День 16        | 24 августа     | 1              | 0              | 0              | 1              |                |
| Всего          | Всего          | 8              | 10             | 10             | 28             |                |

### Золото
| Золото |                     |                                            |
| №      | Спортсмены          | Вид спорта (дисциплина)                    |
| 1      | Маттео Тальяриоль   | Фехтование (индивидуальная шпага)          |
| 2      | Джулия Квинтавалле  | Дзюдо (дзюдо, до 57 кг)                    |
| 3      | Валентина Веццали   | Фехтование (индивидуальная рапира)         |
| 4      | Федерика Пеллегрини | Плавание (вольный стиль, 200 м)            |
| 5      | Кьяра Кайнеро       | Стрельба (пулевая стрельба, скит)          |
| 6      | Андреа Мингуцци     | Борьба (греко-римская, 84 кг)              |
| 7      | Алекс Шварцер       | Лёгкая атлетика (спортивная ходьба, 50 км) |
| 8      | Роберто Каммарелле  | Бокс (свыше 91 кг)                         |

### Серебро
| Серебро |                                                                  |                                                        |
| №       | Спортсмены                                                       | Вид спорта (дисциплина)                                |
| 1       | Джованни Пеллиело                                                | Стрельба (трап)                                        |
| 2       | Иларио ди Буо Марко Гальяццо Мауро Несполи                       | Стрельба из лука (командные соревнования)              |
| 3       | Франческо Д'Аньелло                                              | Стрельба (дубль-трап)                                  |
| 4       | Алессия Филиппи                                                  | Плавание (вольный стиль, 800 м)                        |
| 5       | Лука Агаменнони Симоне Веньер Россано Гальтаросса Симоне Райнери | Академическая гребля (парные четверки)                 |
| 6       | Алессандра Сенсини                                               | Парусный спорт (RS:X)                                  |
| 7       | Мауро Сармьенто                                                  | Тхэквондо (до 80 кг)                                   |
| 8       | Йозефа Идем                                                      | Гребля на байдарках и каноэ (байдарки-одиночки, 500 м) |
| 9       | Клементе Руссо                                                   | Бокс (до 91 кг)                                        |

### Бронза
| Бронза |                                                                           |                                                       |
| №      | Спортсмены                                                                | Вид спорта (дисциплина)                               |
| 1      | Татьяна Гудерцо                                                           | Велоспорт (групповая шоссейная гонка)                 |
| 2      | Маргерита Гранбасси                                                       | Фехтование (индивидуальная рапира)                    |
| 3      | Сальваторе Санцо                                                          | Фехтование (индивидуальная рапира)                    |
| 4      | Стефано Кароццо Диего Конфалоньери Альфредо Рота Маттео Тальяриоль        | Фехтование (командная шпага)                          |
| 5      | Альдо Монтано Луиджи Тарантино Джампьеро Пасторе Диего Оккьюцци           | Фехтование (командная сабля)                          |
| 6      | Валентина Веццали Джованна Триллини Маргерита Гранбасси Илария Сальватори | Фехтование (командная рапира)                         |
| 7      | Диего Ромеро                                                              | Парусный спорт (лазер)                                |
| 8      | Элиза Ригаудо                                                             | Лёгкая атлетика (спортивная ходьба, 20 км)            |
| 9      | Винченцо Пикарди                                                          | Бокс (до 51 кг)                                       |
| 10     | Андреа Факкин Антонио Скадуто                                             | Гребля на байдарках и каноэ (байдарки-двойки, 1000 м) |

## Состав Итальянской олимпийской команды

### Академическая гребля
В следующий раунд из каждого заезда проходили несколько лучших экипажей (в зависимости от дисциплины). В финал A выходили 6 сильнейших экипажей, остальные разыгрывали места в утешительных финалах B-F.
Мужчины
| Соревнование | Спортсмены                          | Предварительный заезд | Предварительный заезд | Предварительный заезд | Отборочный заезд | Отборочный заезд | Отборочный заезд | Четвертьфинал | Четвертьфинал | Четвертьфинал | Полуфинал | Полуфинал | Полуфинал | Финал   | Финал   | Итоговое место |
| Соревнование | Спортсмены                          | Заезд                 | Время                 | Место                 | Заезд            | Время            | Место            | Заезд         | Время         | Место         | Заезд     | Время     | Место     | Время   | Место   | Итоговое место |
| ------------ | ----------------------------------- | --------------------- | --------------------- | --------------------- | ---------------- | ---------------- | ---------------- | ------------- | ------------- | ------------- | --------- | --------- | --------- | ------- | ------- | -------------- |
| двойки       | Джузеппе Де Вита Раффаэлло Леонардо | 1                     | 6:51,01               | 2 Q                   | не участвовали   | не участвовали   | не участвовали   | не проводится | не проводится | не проводится | 2         | 6:47,30   | 5         | Финал B | Финал B | 11             |
| двойки       | Джузеппе Де Вита Раффаэлло Леонардо | 1                     | 6:51,01               | 2 Q                   | не участвовали   | не участвовали   | не участвовали   | не проводится | не проводится | не проводится | 2         | 6:47,30   | 5         | 7:04,91 | 5       | 11             |

Мужчины
| Спортсмен(ы)                                                     | Соревнования              | Отборочные гонки | Отборочные гонки | Дополнительная гонка | Дополнительная гонка | Полуфиналы | Полуфиналы      | Финалы  | Финалы      |
| Спортсмен(ы)                                                     | Соревнования              | Время            | Место            | Время                | Место                | Время      | Место           | Время   | Место       |
| ---------------------------------------------------------------- | ------------------------- | ---------------- | ---------------- | -------------------- | -------------------- | ---------- | --------------- | ------- | ----------- |
| Марчелло Миани Элия Луини                                        | Парные двойки, лёгкий вес | 6:16.16          | 1                |                      |                      | 6:31.16    | 2 (полуфинал 1) | 6:16.15 | 4 (финал А) |
| Карло Морнати Алессио Сартори Никколо Морнати Лоренцо Карбончини | Четверка                  | 6:02.84          | 2                |                      |                      | 6:05.21    | 6 (полуфинал 2) | 6:08.77 | 5 (Финал B) |
| Лука Агаменнони Симон Веньер Россано Гальтаросса Симон Райнери   | Четверка парная           | 5:36.42          | 2                |                      |                      | 5:51.20    | 1 (полуфинал 2) | 5:43.57 |             |
| Карло Морнати Алессио Сартори Никколо Морнати Лоренцо Карбончини | Четверка                  | 6:02.84          | 2                |                      |                      | 6:05.21    | 6 (полуфинал 2) | 6:08.77 | 5 (Финал B) |
| Жири Влцек Кателло Амаранте Сальваторе Амитрано Бруно Маскаренас | Четверка, легкий вес      | 5:54.12          | 3                |                      |                      | 6:14.73    | 5 (полуфинал 2) | 6:03.12 | 1 (Финал B) |

Женщины
| Спортсмен(ы)                         | Соревнования   | Отборочные гонки | Отборочные гонки | Дополнительная гонка | Дополнительная гонка | Полуфиналы | Полуфиналы      | Финалы  | Финалы      |
| Спортсмен(ы)                         | Соревнования   | Время            | Место            | Время                | Место                | Время      | Место           | Время   | Место       |
| ------------------------------------ | -------------- | ---------------- | ---------------- | -------------------- | -------------------- | ---------- | --------------- | ------- | ----------- |
| Габриэлла Барчелли                   | Лодка-одиночка | 7:43.67          | 1                |                      |                      | 7:42.10    | 4 (полуфинал 1) | 7:48.91 | 2 (финал B) |
| Лаура Скьявоне Элизабетта Санкассани | Двойка парная  | 7:30.25          | 5                | 7:08.00              | 4                    |            |                 | 7:29.22 | 4 (финал B) |

### Бадминтон
Спортсменов — 1
Женщины
| Агнесе Аллегрини | Индивидуальные соревнования | Лариса Грига (UKR) пор. 15-21, 11-21 | Закончила выступление |

### Баскетбол
И мужская и женская сборная не квалифицировались на игры, заняв на Чемпионатах Европы 2007 9-е места.

### Бейсбол
Сборная Италии не смогла отобраться на игры, заняв 7-е место на Чемпионате Европы 2007 года.

### Бокс
Спортсменов — 6
От Италии на Олимпийские игры квалифицировалось 6 спортсменов. Трое из которых завоевали на играх медали.
| Спортсмен           | Категория   | 1/16                            | 1/8                               | Четвертьфиналы                | Полуфиналы                      | Финал                        | Место |
| Спортсмен           | Категория   | Соперник Результат              | Соперник Результат                | Соперник Результат            | Соперник Результат              | Соперник Результат           | Место |
| ------------------- | ----------- | ------------------------------- | --------------------------------- | ----------------------------- | ------------------------------- | ---------------------------- | ----- |
| Винченцо Пикарди    | До 51 кг    | Кассиус Чияника (ZAM) Поб. 10:3 | Хуан Карлос Пайано (DOM) Поб. 8:4 | Валид Чериф (TUN) Поб. 7:5    | Сомчит Чонгчохор (THA) Пор. 1:7 | Завершил выступление         |       |
| Витторио Парринелло | До 54 кг    |                                 | Ворапоя Петчкума (THA) Поб. 1:12  | Завершил выступление          |                                 |                              |       |
| Алессио Ди Савино   | До 57 кг    | Райнелл Уильямс (USA) Пор. 1:9  | Завершил выступление              | Завершил выступление          | Завершил выступление            | Завершил выступление         |       |
| Доменико Валентино  | До 60 кг    | Тахар Тамсамани (MAR) Поб. 15:4 | Йорденис Угас (CUB) Пор. 2:10     | Завершил выступление          | Завершил выступление            | Завершил выступление         |       |
| Клементе Руссо      | До 91 кг    |                                 | Виктор Зуев (BLR) Поб. 7:1        | Александр Усик (UKR) Поб. 7:4 | Деонтей Уайлдер (USA) Поб. 7:1  | Рахим Чакхиев (RUS) Пор. 2:4 |       |
| Роберто Каммарелле  | Свыше 91 кг |                                 | Марко Томасович (CRO) Поб. 13:1   | Оскар Ривас (COL) Поб. 9:5    | Дэвид Прайс (GBR) Поб. 20:0     | Чжан Чжилэй (CHN) Поб. 20:0  |       |

### Борьба
Спортсменов — 2
Греко-римская борьба
| Спортсмен         | Категория | Квалификация                          | 1/8                                       | Четвертьфиналы                               | Полуфиналы                              | Доп. раунд 1                           | Доп. раунд 2         | Финал                                      | Место |
| Спортсмен         | Категория | Соперник Результат                    | Соперник Результат                        | Соперник Результат                           | Соперник Результат                      | Соперник Результат                     | Соперник Результат   | Соперник Результат                         | Место |
| ----------------- | --------- | ------------------------------------- | ----------------------------------------- | -------------------------------------------- | --------------------------------------- | -------------------------------------- | -------------------- | ------------------------------------------ | ----- |
| Андреа Мингуцци   | До 84 кг  |                                       | Мелонин Нумонви (FRA) поб. 2:0 (1:1; 1:1) | Алексей Мишин (RUS) поб. 2:1 (1:1; 0:3; 2:1) | Ара Абрахамян (ARM) поб. 2:0 (1:1; 2:1) |                                        |                      | Золтан Фодор (HUN) поб. 2:1 (1:1;1:1; 4:0) |       |
| Даигоро Тимончини | До 96 кг  | Кэндзо Като (JPN) поб. 2:0 (2:0; 5:0) | Асланбек Хуштов (RUS) пор. 0:2 (0:4:0:4)  |                                              |                                         | Асет Мамбетов (KAZ) пор. 0:2 (1:2:0:2) | Завершил выступление | 11                                         |       |

### Велоспорт

#### Шоссейный велоспорт
Всего спортсменов — 6
Мужчины
| Спортсмен       | Соревнование         | Время                 | Место |
| --------------- | -------------------- | --------------------- | ----- |
| Давиде Ребеллин | Групповая гонка      | Дисквалифицирован     | —     |
| Паоло Беттини   | Групповая гонка      | 6:24:24 (+0:35)       | 17    |
| Марцио Брусегин | Групповая гонка      | 6:34:26 (+10:37)      | 62    |
| Марцио Брусегин | Индивидуальная гонка | 1:06:20,95 (+4:09.52) | 21    |

Женщины
| Спортсмен       | Соревнование         | Время            | Место |
| --------------- | -------------------- | ---------------- | ----- |
| Татьяна Гудерцо | Индивидуальная гонка | 36:37.97 (+1:46) | 12    |
| Татьяна Гудерцо | Групповая гонка      | 3:32:24 (+0:00)  |       |
| Ноэме Кантели   | Групповая гонка      | 3:32:45 (+0:21)  | 15    |
| Вера Каррара    | Групповая гонка      | DNF              | DNF   |

#### Трековый велоспорт
Всего спортсменов — 3
Мужчины
| Спортсмен                     | Соревнование   | Квалификация | Квалификация | 1\16 финала                       | Перезаезд      | 1\8 финала                    | Перезаезд                                                | 1\4 финала     | 1\2 финала     | Финал Матч за 3-е место | Место |
| Спортсмен                     | Соревнование   | Время        | Место        | Соперник Время                    | Соперник Время | Соперник Время                | Соперник Время                                           | Соперник Время | Соперник Время | Соперник Время Очки     | Место |
| ----------------------------- | -------------- | ------------ | ------------ | --------------------------------- | -------------- | ----------------------------- | -------------------------------------------------------- | -------------- | -------------- | ----------------------- | ----- |
| Роберто Чьаппа                | Спринт         | 10,314       | 8            | Кадзанари Ватанабэ (JPN) 10,786 1 |                | Микаэль Бурген (FRA) 10,734 2 | Мохд Азизулхасни Аванг (MAS) Штефан Нимке (GER) 11,010 3 | Не прошёл      | Не прошёл      | Не прошёл               | 9     |
| Анджель Чикконе               | Гонка по очкам |              |              |                                   |                |                               |                                                          |                |                | 8                       | 13    |
| Анджель Чикконе Фабио Масотти | Мэдисон        |              |              |                                   |                |                               |                                                          |                |                | 0 (-3 круга)            | 14    |

Женщины
| Спортсмен    | Соревнование   | Очки | Место |
| ------------ | -------------- | ---- | ----- |
| Вера Каррара | Гонка по очкам | 1    | 14    |

#### BMX
Всего спортсменов — 1
Мужчины
| Спортсмен        | Соревнование | Квалификация | Квалификация | Квалификация | 1\4 финала    | 1\4 финала    | 1\4 финала    | 1\4 финала | 1\4 финала | 1\2 финала    | 1\2 финала    | 1\2 финала    | 1\2 финала | 1\2 финала | Финал         | Финал         | Финал         | Финал     | Место |
| Спортсмен        | Соревнование | 1 попытка    | 2 попытка    | место        | 1 гонка Место | 2 гонка Место | 3 гонка Место | Всего      | Место      | 1 гонка Место | 2 гонка Место | 3 гонка Место | Всего      | Место      | 1 гонка Место | 2 гонка Место | 3 гонка Место | Всего     | Место |
| ---------------- | ------------ | ------------ | ------------ | ------------ | ------------- | ------------- | ------------- | ---------- | ---------- | ------------- | ------------- | ------------- | ---------- | ---------- | ------------- | ------------- | ------------- | --------- | ----- |
| Мануэль де Векки | BMX          | 37,309       | 36,351       | 10           | 3             | 6             | 2             | 11         | 3          | 6             | 7             | 7             | 20         | 8          | Не прошёл     | Не прошёл     | Не прошёл     | Не прошёл | 22    |

#### Маунтинбайк
Всего спортсменов — 1
Мужчины
| Спортсмен     | Соревнование | Время (Отставание) | Место |
| ------------- | ------------ | ------------------ | ----- |
| Марко Фонтана | Кросс-Кантри | 1:59:59 (+4:00)    | 5     |

### Водное поло
Спортсменов — 10

#### Мужчины

##### Группа B
|   | Команда  | И | В | Н | П | ГЗ | ГП | Очки |
| - | -------- | - | - | - | - | -- | -- | ---- |
| 1 | США      | 5 | 4 | 0 | 1 | 37 | 31 | 8    |
| 2 | Хорватия | 5 | 4 | 0 | 1 | 56 | 31 | 8    |
| 3 | Сербия   | 5 | 3 | 0 | 2 | 50 | 38 | 6    |
| 4 | Германия | 5 | 2 | 0 | 3 | 33 | 44 | 4    |
| 5 | Италия   | 5 | 2 | 0 | 3 | 57 | 50 | 4    |
| 6 | Китай    | 5 | 0 | 0 | 5 | 25 | 64 | 0    |

| 10 августа 2008 15:20 | Отчёт | Хорватия                              | 11:7 | Италия | Бассейн Ян Дун |
| 10 августа 2008 15:20 | Отчёт | Счёт по четвертям: 3:3, 2:0, 4:1, 2:3 |      |        | Бассейн Ян Дун |

| 12 августа 2008 14:00 | Отчёт | Италия                                | 11:12 | США | Бассейн Ян Дун |
| 12 августа 2008 14:00 | Отчёт | Счёт по четвертям: 1:2, 2:3, 4:3, 4:4 |       |     | Бассейн Ян Дун |

| 14 августа 2008 10:50 | Отчёт | Китай                                 | 7:19 | Италия | Бассейн Ян Дун |
| 14 августа 2008 10:50 | Отчёт | Счёт по четвертям: 2:5, 2:5, 1:4, 2:5 |      |        | Бассейн Ян Дун |

| 16 августа 2008 09:30 | Отчёт | Германия                              | 8:7 | Италия | Бассейн Ян Дун |
| 16 августа 2008 09:30 | Отчёт | Счёт по четвертям: 2:1, 3:1, 0:2, 3:3 |     |        | Бассейн Ян Дун |

| 18 августа 2008 10:50 | Отчёт | Сербия                                | 12:13 | Италия | Бассейн Ян Дун |
| 18 августа 2008 10:50 | Отчёт | Счёт по четвертям: 3:3, 2:3, 3:5, 4:2 |       |        | Бассейн Ян Дун |

##### Матчи за 7-10 места
| 22 августа 2008 10:50 | Отчёт | Австралия                                                             | 13:13, пен. 4:3 | Италия | Бассейн Ян Дун |
| 22 августа 2008 10:50 | Отчёт | Счёт по четвертям: 4:2, 1:5, 4:0, 1:3. Дополнительное время: 0:1, 3:2 |                 |        | Бассейн Ян Дун |

##### Матч за 9-10 место
| 24 августа 2008 09:30 | Отчёт | Италия                                | 10:8 | Германия | Бассейн Ян Дун |
| 24 августа 2008 09:30 | Отчёт | Счёт по четвертям: 4:3, 1:1, 1:1, 4:3 |      |          | Бассейн Ян Дун |

#### Группа A
| Место | Команда | И | В | Н | П | ГЗ | ГП | +/- | Очки |
| ----- | ------- | - | - | - | - | -- | -- | --- | ---- |
| 1     | США     | 3 | 2 | 1 | 0 | 33 | 27 | +6  | 5    |
| 2     | Италия  | 3 | 2 | 1 | 0 | 28 | 26 | +2  | 5    |
| 3     | Китай   | 3 | 1 | 0 | 2 | 33 | 33 | 0   | 2    |
| 4     | Россия  | 3 | 0 | 0 | 3 | 26 | 34 | −8  | 0    |

| 11 августа 2008 14:20 | Отчёт | Россия | 8 : 9 | Италия | Дворец плавания Индун |
| 11 августа 2008 14:20 | Отчёт | Счёт по четвертям: 3:3, 2:1, 2:3, 1:2                                                                                              |       | | Дворец плавания Индун |
| 11 августа 2008 14:20 | Отчёт | Елена Смурова (по 2) Наталья Шепелина, Екатерина Прокофьева, Софья Конух, Алёна Вылегжанина, Надежда Глызина, Ольга Беляева (по 1) | Голы  | Мартина Мичели, Таня Ди Марио (по 2) Элиса Касанова, Сильвия Босурджи, Эржебет Валькай, Эмануэла Дзанки, Франческа Паван (по 1) | Дворец плавания Индун |

| 13 августа 2008 17:00 | Отчёт | США | 9 : 9 | Италия | Дворец плавания Индун |
| 13 августа 2008 17:00 | Отчёт | Счёт по четвертям: 0:2, 4:2, 2:2, 3:3                                                                                 |       | | Дворец плавания Индун |
| 13 августа 2008 17:00 | Отчёт | Бриттани Хейз, Бренда Вилла (по 2) Хизер Петри, Патти Карденас, Джессика Стеффенс, Элисон Грегорка, Кэми Крейг (по 1) | Голы  | Мартина Мичели, Таня Ди Марио (по 2) Элиса Касанова, Сильвия Босурджи, Эржебет Валькай, Эмануэла Дзанки, Чинция Рагуса (по 1) | Дворец плавания Индун |

| 15 августа 2008 14:20 | Отчёт | Италия                                                                                              | 10 : 9 | Китай                                                                 | Дворец плавания Индун |
| 15 августа 2008 14:20 | Отчёт | Счёт по четвертям: 2:2, 4:2, 2:4, 2:1                                                               |        |                                                                       | Дворец плавания Индун |
| 15 августа 2008 14:20 | Отчёт | Элиса Касанова (по 4) Таня Ди Марио (по 3) Мартина Мичели, Сильвия Босурджи, Эржебет Валькай (по 1) | Голы   | Сунь Ятин (по 3) Ван И, Цяо Лэйин (по 2) Гао Ао, Ма Хуаньхуань (по 1) | Дворец плавания Индун |

#### 1/4 финала
| 17 августа 2008 15:40 | Отчёт | Италия | 11 : 13 пен. 3 : 5 | Нидерланды | Дворец плавания Индун |
| 17 августа 2008 15:40 | Отчёт | Счёт по четвертям: 2:2, 3:1, 2:3, 1:2. Дополнительное время: 0:0, 0:0                                                     |                    | | Дворец плавания Индун |
| 17 августа 2008 15:40 | Отчёт | Эмануэла Дзанки (по 4) Мартина Мичели, Сильвия Босурджи (по 2) Элиса Касанова, Эржебет Валькай, Тереса Фрассинетти (по 1) | Голы               | Мике Кабаут (по 4) Даниэлле де Брёйн (по 3) Ясемин Смит, Ифке ван Белкум (по 2) Марике ван дер Хам, Гиллиан ван ден Берг (по 1) | Дворец плавания Индун |

#### Матч за 5-е место
| 19 августа 2008 13:00 | Отчёт | Китай                                                                    | 10 : 7 | Италия                                                                             | Дворец плавания Индун |
| 19 августа 2008 13:00 | Отчёт | Счёт по четвертям: 3:1, 2:3, 1:3, 4:0                                    |        |                                                                                    | Дворец плавания Индун |
| 19 августа 2008 13:00 | Отчёт | Гао Ао (по 4) Сунь Хуэйцзи (по 2) Тэн Фэй, Лу Пинь, Ван И, Ма Хуаньхуань | Голы   | Таня Ди Марио (по 3) Эмануэла Дзанки (по 2) Мартина Мичели, Эржебет Валькай (по 1) | Дворец плавания Индун |

### Волейбол
Спортсменов — 24

#### Мужчины

##### Состав команды
Главный тренер:  Андреа Анастази

##### Группа А
| Место | Команда   | Очки | Победы | Поражения | Очки выигр. | Очки проигр. | Отношение | Сеты выигр. | Сеты проигр. | Отношение |
| ----- | --------- | ---- | ------ | --------- | ----------- | ------------ | --------- | ----------- | ------------ | --------- |
| 1     | США       | 10   | 5      | 0         | 460         | 371          | 1,240     | 15          | 4            | 3,750     |
| 2     | Италия    | 9    | 4      | 1         | 439         | 401          | 1,095     | 13          | 6            | 2,167     |
| 3     | Болгария  | 8    | 3      | 2         | 446         | 440          | 1,014     | 10          | 9            | 1,111     |
| 4     | Китай     | 7    | 2      | 3         | 445         | 492          | 0,904     | 9           | 13           | 0,692     |
| 5     | Венесуэла | 6    | 1      | 4         | 421         | 451          | 0,933     | 8           | 12           | 0,667     |
| 6     | Япония    | 5    | 0      | 5         | 392         | 448          | 0,875     | 4           | 15           | 0,267     |

| 10 августа 2008 12:10 | Отчёт | Италия                                            | 3 : 1 | Япония | Дворец спорта Пекинского политехнического университета Зрителей: 3000 Судьи: Умберто Салас |
| 10 августа 2008 12:10 | Отчёт | Счёт по сетам: 25 : 19, 25 : 18, 23 : 25, 25 : 17 |       |        | Дворец спорта Пекинского политехнического университета Зрителей: 3000 Судьи: Умберто Салас |
| 10 августа 2008 12:10 | Отчёт | 98                                                | Очки  | 79     | Дворец спорта Пекинского политехнического университета Зрителей: 3000 Судьи: Умберто Салас |

| 12 августа 2008 12:30 | Отчёт | США                                               | 3 : 1 | Италия | Столичный дворец спорта Зрителей: 12 500 Судьи: Ибрагим Аль-Наама |
| 12 августа 2008 12:30 | Отчёт | Счёт по сетам: 24 : 26, 25 : 22, 25 : 15, 25 : 21 |       |        | Столичный дворец спорта Зрителей: 12 500 Судьи: Ибрагим Аль-Наама |
| 12 августа 2008 12:30 | Отчёт | 99                                                | Очки  | 84     | Столичный дворец спорта Зрителей: 12 500 Судьи: Ибрагим Аль-Наама |

| 14 августа 2008 10:00 | Отчёт | Италия                                   | 3 : 0 | Венесуэла | Дворец спорта Пекинского политехнического университета Зрителей: 3300 Судьи: Мохаммед Шахмири |
| 14 августа 2008 10:00 | Отчёт | Счёт по сетам: 25 : 21, 25 : 20, 25 : 21 |       |           | Дворец спорта Пекинского политехнического университета Зрителей: 3300 Судьи: Мохаммед Шахмири |
| 14 августа 2008 10:00 | Отчёт | 75                                       | Очки  | 62        | Дворец спорта Пекинского политехнического университета Зрителей: 3300 Судьи: Мохаммед Шахмири |

| 16 августа 2008 14:50 | Отчёт | Италия                                   | 3 : 0 | Болгария | Столичный дворец спорта Зрителей: 8000 Судьи: Умит Сокуллу |
| 16 августа 2008 14:50 | Отчёт | Счёт по сетам: 25 : 20, 25 : 21, 25 : 16 |       |          | Столичный дворец спорта Зрителей: 8000 Судьи: Умит Сокуллу |
| 16 августа 2008 14:50 | Отчёт | 75                                       | Очки  | 57       | Столичный дворец спорта Зрителей: 8000 Судьи: Умит Сокуллу |

| 18 августа 2008 20:00 | Отчёт | Китай                                                      | 2 : 3 | Италия | Столичный дворец спорта Зрителей: 12 500 Судьи: Митч Дэвидсон |
| 18 августа 2008 20:00 | Отчёт | Счёт по сетам: 17 : 25, 23 : 25, 25 : 21, 25 : 20, 14 : 16 |       |        | Столичный дворец спорта Зрителей: 12 500 Судьи: Митч Дэвидсон |
| 18 августа 2008 20:00 | Отчёт | 104                                                        | Очки  | 107    | Столичный дворец спорта Зрителей: 12 500 Судьи: Митч Дэвидсон |

##### 1/4 финала
| 20 августа 2008 12:00 | Отчёт | Италия                                                     | 3 : 2 | Польша | Столичный дворец спорта Зрителей: 8000 Судьи: Умит Сокуллу |
| 20 августа 2008 12:00 | Отчёт | Счёт по сетам: 25 : 19, 25 : 22, 18 : 25, 26 : 28, 17 : 15 |       |        | Столичный дворец спорта Зрителей: 8000 Судьи: Умит Сокуллу |
| 20 августа 2008 12:00 | Отчёт | 111                                                        | Очки  | 109    | Столичный дворец спорта Зрителей: 8000 Судьи: Умит Сокуллу |

##### 1/2 финала
| 22 августа 2008 20:00 | Отчёт | Италия                                            | 1 : 3 | Бразилия | Столичный дворец спорта Зрителей: 12 500 Судьи: Ким Кун Тэ |
| 22 августа 2008 20:00 | Отчёт | Счёт по сетам: 25 : 19, 18 : 25, 21 : 25, 22 : 25 |       |          | Столичный дворец спорта Зрителей: 12 500 Судьи: Ким Кун Тэ |
| 22 августа 2008 20:00 | Отчёт | 86                                                | Очки  | 94       | Столичный дворец спорта Зрителей: 12 500 Судьи: Ким Кун Тэ |

##### Матч за 3-е место
| 24 августа 2008 10:00 | Отчет | Россия                                   | 3 : 0 | Италия | Столичный дворец спорта Зрителей: 11 500 Судьи: Франк Лёйтаузер |
| 24 августа 2008 10:00 | Отчет | Счёт по сетам: 25 : 22, 25 : 19, 25 : 23 |       |        | Столичный дворец спорта Зрителей: 11 500 Судьи: Франк Лёйтаузер |
| 24 августа 2008 10:00 | Отчет | 75                                       | Очки  | 64     | Столичный дворец спорта Зрителей: 11 500 Судьи: Франк Лёйтаузер |

#### Женщины

##### Состав команды
Главный тренер:  Массимо Барболини

##### Группа В
| Место | Команда   | Очки | Победы | Поражения | Очки выигр. | Очки проигр. | Отношение | Сеты выигр. | Сеты проигр. | Отношение |
| ----- | --------- | ---- | ------ | --------- | ----------- | ------------ | --------- | ----------- | ------------ | --------- |
| 1     | Бразилия  | 10   | 5      | 0         | 377         | 226          | 1.668     | 15          | 0            | МАКС      |
| 2     | Италия    | 9    | 4      | 1         | 372         | 315          | 1.181     | 12          | 4            | 3.000     |
| 3     | Россия    | 8    | 3      | 2         | 353         | 312          | 1.131     | 10          | 6            | 1.667     |
| 4     | Сербия    | 7    | 2      | 3         | 343         | 349          | 0.983     | 6           | 10           | 0.600     |
| 5     | Казахстан | 6    | 1      | 4         | 323         | 404          | 0.800     | 4           | 13           | 0.308     |
| 6     | Алжир     | 5    | 0      | 5         | 230         | 392          | 0.587     | 1           | 15           | 0.067     |

| 9 августа 2008 10:00 | Отчёт | Италия                                    | 3 : 1 | Россия | Пекинский институт технологий Зрителей: 3 100 Судьи: Франк Лёйтаузер Карин Захоркова |
| 9 августа 2008 10:00 | Отчёт | Счёт по сетам: 25:20, 17:25, 25:16, 25:23 |       |        | Пекинский институт технологий Зрителей: 3 100 Судьи: Франк Лёйтаузер Карин Захоркова |
| 9 августа 2008 10:00 | Отчёт | 92                                        | Очки  | 84     | Пекинский институт технологий Зрителей: 3 100 Судьи: Франк Лёйтаузер Карин Захоркова |

| 11 августа 2008 12:00 | Отчёт | Казахстан                          | 0 : 3 | Италия | Пекинский институт технологий Зрителей: 3 100 Судьи: Патрисия Сальваторе Умберто Салас |
| 11 августа 2008 12:00 | Отчёт | Счёт по сетам: 19:25, 15:25, 21:25 |       |        | Пекинский институт технологий Зрителей: 3 100 Судьи: Патрисия Сальваторе Умберто Салас |
| 11 августа 2008 12:00 | Отчёт | 55                                 | Очки  | 75     | Пекинский институт технологий Зрителей: 3 100 Судьи: Патрисия Сальваторе Умберто Салас |

| 13 августа 2008 10:00 | Отчёт | Италия                            | 3 : 0 | Алжир | Пекинский институт технологий Зрителей: 3 400 Судьи: Карин Захорцова Жанпен Жикаракул |
| 13 августа 2008 10:00 | Отчёт | Счёт по сетам: 25:7, 25:20, 25:12 |       |       | Пекинский институт технологий Зрителей: 3 400 Судьи: Карин Захорцова Жанпен Жикаракул |
| 13 августа 2008 10:00 | Отчёт | 75                                | Очки  | 39    | Пекинский институт технологий Зрителей: 3 400 Судьи: Карин Захорцова Жанпен Жикаракул |

| 15 августа 2008 14:30 | Отчёт | Сербия                             | 0 : 3 | Италия | Столичный крытый стадион Зрителей: 11 000 Судьи: Франс Лодерус Франк Лёйтаузер |
| 15 августа 2008 14:30 | Отчёт | Счёт по сетам: 23:25, 20:25, 19:25 |       |        | Столичный крытый стадион Зрителей: 11 000 Судьи: Франс Лодерус Франк Лёйтаузер |
| 15 августа 2008 14:30 | Отчёт | 62                                 | Очки  | 75     | Столичный крытый стадион Зрителей: 11 000 Судьи: Франс Лодерус Франк Лёйтаузер |

| 17 августа 2008 15:15 | Отчёт | Италия                             | 0 : 3 | Бразилия | Столичный крытый стадион Зрителей: 10 500 Судьи: Умберто Салас Митч Дэвидсон |
| 17 августа 2008 15:15 | Отчёт | Счёт по сетам: 16:25, 22:25, 17:25 |       |          | Столичный крытый стадион Зрителей: 10 500 Судьи: Умберто Салас Митч Дэвидсон |
| 17 августа 2008 15:15 | Отчёт | 55                                 | Очки  | 75       | Столичный крытый стадион Зрителей: 10 500 Судьи: Умберто Салас Митч Дэвидсон |

##### 1/4 финала
| 19 августа 2008 22:00 | Отчёт | США                                             | 3 : 2 | Италия | Столичный крытый стадион Зрителей: 10 000 Судьи: Лаэрт Франсиско де Соуза Осаму Сакаиде |
| 19 августа 2008 22:00 | Отчёт | Счёт по сетам: 20:25, 25:21, 19:25, 25:18, 15:6 |       |        | Столичный крытый стадион Зрителей: 10 000 Судьи: Лаэрт Франсиско де Соуза Осаму Сакаиде |
| 19 августа 2008 22:00 | Отчёт | 104                                             | Очки  | 95     | Столичный крытый стадион Зрителей: 10 000 Судьи: Лаэрт Франсиско де Соуза Осаму Сакаиде |

### Гребля на байдарках и каноэ

#### Гребля на байдарках и каноэ
Спортсменов — 11
Мужчины
| Спортсмен                                                     | Соревнование | Предварительный этап | Предварительный этап | Полуфиналы | Полуфиналы | Финал    | Финал |
| Спортсмен                                                     | Соревнование | Время                | Место                | Время      | Место      | Время    | Место |
| ------------------------------------------------------------- | ------------ | -------------------- | -------------------- | ---------- | ---------- | -------- | ----- |
| Андреа Факкин Антонио Скадуто                                 | K-2 500 м    | 1:30.240             | 6 (Q)                |            |            | 1:31.934 | 9     |
| Андреа Факкин Антонио Скадуто                                 | K-2 1000 м   | 3:18.897             | 5 (Q)                |            |            | 3:14.750 |       |
| Франко Бенедини Антонио Росси Альберто Риккетти Лука Пьемонте | Б-4 1000 м   | 2:58.627             | 4 (Q)                |            |            | 2:57.626 | 4     |

Женщины
| Спортсмен                                                       | Соревнование | Предварительный этап | Предварительный этап | Полуфиналы | Полуфиналы | Финал     | Финал     |
| Спортсмен                                                       | Соревнование | Время                | Место                | Время      | Место      | Время     | Место     |
| --------------------------------------------------------------- | ------------ | -------------------- | -------------------- | ---------- | ---------- | --------- | --------- |
| Йозефа Идем                                                     | Б-1 500 м    | 1:48.864             | 2 (Q)                |            |            | 1:50.677  |           |
| Стефания Цикали Фабиана Сгори                                   | Б-2 500 м    | 1:47,018             | 6 (Q)                | 1:46,163   | 6          | Не прошли | Не прошли |
| Стефания Цикали Алиссандра Галиотто Фабиана Сгори Алис Фаджиоли | Б-4 500 м    | 1:37,436             | 4 (Q)                | 1:37,887   | 3          | 1:36,770  | 8         |

#### Гребной слалом
Спортсменов — 3
Мужчины
| Спортсмен                   | Соревнование | Предварительный этап | Предварительный этап | Полуфиналы | Полуфиналы | Финал  | Финал |
| Спортсмен                   | Соревнование | Время                | Место                | Время      | Место      | Время  | Место |
| --------------------------- | ------------ | -------------------- | -------------------- | ---------- | ---------- | ------ | ----- |
| Андреа Бенетти Эрик Масоэро | K-2 500 м    | 202,28               | 8 (Q)                | 103,64     | 6 (Q)      | 204,12 | 5     |

Женщины
| Спортсмен                | Соревнование | Предварительный этап | Предварительный этап | Полуфиналы | Полуфиналы | Финал  | Финал |
| Спортсмен                | Соревнование | Время                | Место                | Время      | Место      | Время  | Место |
| ------------------------ | ------------ | -------------------- | -------------------- | ---------- | ---------- | ------ | ----- |
| Мария Кристина Джаи Прон | Б-1          | 203,70               | 9 (Q)                | 104,52     | 5 (Q)      | 355,78 | 10    |

### Дзюдо
Спортсменов — 3

#### Мужчины
| Джованни Казале | До 66 кг     | Фелипе Новоа (CHI) поб. | Пак Чол Мин (PRK) пор. |  |  | Гуванч Нурмухаммедов (TKM) поб. | Педро Диас (POR) поб.      | Алим Гаданов (RUS) пор. |  |  |  |
| Паоло Бьянчецци | Свыше 100 кг | Сатоси Исии (JPN) пор.  |                        |  |  | Ислам Эль-Шехаби (EGY) поб.     | Тамерлан Тменов (RUS) пор. |                         |  |  |  |

#### Женщины
| Спортсмен          | Категория | 1/16                    | 1/8                              | Четвертьфиналы            | Полуфиналы             | Первый доп. раунд  | Утешительный четвертьфинал | Утешительный полуфинал | За 3 место Финал              |
| Спортсмен          | Категория | Соперник Результат      | Соперник Результат               | Соперник Результат        | Соперник Результат     | Соперник Результат | Соперник Результат         | Соперник Результат     | Соперник Результат            |
| ------------------ | --------- | ----------------------- | -------------------------------- | ------------------------- | ---------------------- | ------------------ | -------------------------- | ---------------------- | ----------------------------- |
| Джулия Квинтавалле | До 57 кг  | Ивонне Бониш (GER) поб. | Хишигбатын Эрдэнэт-Од (MGL) поб. | Барбара Харель (FRA) поб. | Мария Пекли (AUS) поб. |                    |                            |                        | Дебора Гравенстейн (NED) поб. |

### Конный спорт
Спортсменов — 5
| Команда                            | Соревнование                      | Выездка | Выездка | Кросс  | Кросс | Конкур | Конкур | Итог   | Итог  |
| Команда                            | Соревнование                      | Очки    | Место   | Очки   | Место | Очки   | Место  | Очки   | Место |
| ---------------------------------- | --------------------------------- | ------- | ------- | ------ | ----- | ------ | ------ | ------ | ----- |
| Сюзанна Бордон на Аве              | Конное троеборье (индивидуильное) | -37.80  | 8       | -28.80 | 35    | -34.0  | 23     | -100.6 | 23    |
| Стефано Брекьяроли на Каппа Хиллер | Конное троеборье (индивидуильное) | -50.00  | 33      | -62.00 | 49    | -4.0   | 19     | -116.0 | 40    |

| Команда | Соревнование     | 1-й раунд                     | 1-й раунд  | 2-й раунд                     | 2-й раунд  | Ком. штраф | Место |
| Команда | Соревнование     | Штраф                         | Штраф      | Штраф                         | Штраф      | Ком. штраф | Место |
| Команда | Соревнование     |                               | Ком.       |                               | Ком.       | Ком. штраф | Место |
| --- | ---------------- | ----------------------------- | ---------- | ----------------------------- | ---------- | ---------- | ----- |
| Стефано Брекьяроли на Каппа Хиллер Роберто Ротатори на Ирам де Виаже Сюзанна Бордоне на Аве Виттория Панидзон на Рок Модел Фабио Маньи на Саутерн Кинг V | Командный конкур | 50.00 40.00 37.80 50.60 49.60 | 127.40 (5) | 62.00 22.80 28.80 18.40 70.00 | 198.40 (4) | 246.40     | 6     |

Курсивом выделен худший результат, который отбрасывается при подсчёте общей суммы, в скобках — место по итогам раунда

### Лёгкая атлетика
Спортсменов — 46 (25 мужчин и 21 женщина)

#### Мужчины
| Симоне Коллио                                                  | 100 м           | 10,32 (Q)   | 22  | 10,33     | 30        | Не прошёл   | Не прошёл | Не прошёл    | Не прошёл |           |           |           |           |
| Фабио Черутти                                                  | 100 м           | 10,49       | 43  | Не прошёл | Не прошёл | Не прошёл   | Не прошёл | Не прошёл    | Не прошёл |           |           |           |           |
| Клаудио Личчарделло                                            | 400 м           | 45,25 (Q)   | 16  |           |           | 45,64       | 23        | Не прошёл    | Не прошёл |           |           |           |           |
| Кристиан Обрист                                                | 1500 м          | 3:35.91 (Q) | 5   |           |           | 3:37.47 (Q) | 4         | 3:39.87      | 11        |           |           |           |           |
| Маттео Виллани                                                 | 3000 м с/п      | DNF         | DNF |           |           |             |           | Не прошёл    | Не прошёл | Не прошёл | Не прошёл | Не прошёл | Не прошёл |
| Фабио Черутти Симоне Коллио Эмануэле ди Грегорио Жак Рипарелли | 4×100 м         | DSQ         | DSQ |           |           |             |           | Не прошли    | Не прошли | Не прошли | Не прошли | Не прошли | Не прошли |
| Ивано Бруньетти                                                | Ходьба 20 км    |             |     |           |           |             |           | 1:19.51      | 5         |           |           |           |           |
| Джорджо Рубино                                                 | Ходьба 20 км    |             |     |           |           |             |           | 1:22:11      | 18        |           |           |           |           |
| Жан-Жак Нкулукиди                                              | Ходьба 20 км    |             |     |           |           |             |           | 1:26:53      | 37        |           |           |           |           |
| Алекс Швацер                                                   | Ходьба 50 км    |             |     |           |           |             |           | 3:37.09 (OR) |           |           |           |           |           |
| Марко де Лука                                                  | Ходьба 50 км    |             |     |           |           |             |           | 3:54:47      | 19        |           |           |           |           |
| Диего Кафанья                                                  | Ходьба 50 км    |             |     |           |           |             |           | DSQ          | DSQ       |           |           |           |           |
| Стефано Бальдини                                               | Марафон         |             |     |           |           |             |           | 2:13:25      | 12        |           |           |           |           |
| Руджеро Пертиле                                                | Марафон         |             |     |           |           |             |           | 2:13:39      | 15        |           |           |           |           |
| Оттавиано Андриани                                             | Марафон         |             |     |           |           |             |           | 2:16:10      | 23        |           |           |           |           |
| Эндрю Хоу                                                      | Прыжки в длину  | 7,81        | 20  |           |           |             |           | Не прошёл    | Не прошёл |           |           |           |           |
| Фабрицио Донато                                                | Тройной прыжок  | 16,70       | 21  |           |           |             |           | Не прошёл    | Не прошёл |           |           |           |           |
| Филиппо Кампиоли                                               | Прыжки в высоту | 2,25 (Q)    | 9   |           |           |             |           | 2,20         | 10        |           |           |           |           |
| Андреа Беттинелли                                              | Прыжки в высоту | 2,25        | 14  |           |           |             |           | Не прошёл    | Не прошёл |           |           |           |           |
| Алессандро Талотти                                             | Прыжки в высоту | 2,20        | 19  |           |           |             |           | Не прошёл    | Не прошёл |           |           |           |           |
| Ханнес Кирхлер                                                 | Метание диска   | 56,44       | 33  |           |           |             |           | Не прошёл    | Не прошёл |           |           |           |           |
| Джузеппе Джибилиско                                            | Прыжки с шестом | 5,65 (Q)    | 13  |           |           |             |           | NM           | —         |           |           |           |           |
| Марко Лингуа                                                   | Метание молота  | NM          | —   |           |           |             |           | Не прошёл    | Не прошёл |           |           |           |           |
| Никола Виццони                                                 | Метание молота  | 75,01       | 13  |           |           |             |           | Не прошёл    | Не прошёл |           |           |           |           |

#### Женщины
| Спортсмен                                           | Соревнование      | Предварительный раунд | Предварительный раунд | Четвертьфиналы | Четвертьфиналы | Полуфиналы | Полуфиналы | Финал     | Финал     |
| Спортсмен                                           | Соревнование      | Результат             | Место                 | Результат      | Место          | Результат  | Место      | Результат | Место     |
| --------------------------------------------------- | ----------------- | --------------------- | --------------------- | -------------- | -------------- | ---------- | ---------- | --------- | --------- |
| Анита Пистоне                                       | 100 м             | 11,43                 | 2                     | 11,56          | 6              | Не прошла  | Не прошла  | Не прошла | Не прошла |
| Винченца Кали                                       | 200 м             | 23,44                 | 28                    | 23,56          | 28             | Не прошла  | Не прошла  | Не прошла | Не прошла |
| Либания Гренот                                      | 400 м             | 50,87                 | 4                     |                |                | 50,83      | 10         | Не прошла | Не прошла |
| Элиза Кусма                                         | 800 м             | 2:00,24               | 11                    |                |                | 1:59,52    | 16         | Не прошла | Не прошла |
| Миколь Каттанео                                     | 100 м с барьерами | 13,13                 | 24                    | Не прошла      | Не прошла      | Не прошла  | Не прошла  | Не прошла | Не прошла |
| Анита Пистоне Винченца Кали Джулия Арчони Одри Алло | 4х100 м           |                       |                       |                |                | DSQ        | DSQ        | Не прошли | Не прошли |
| Анна Инчерти                                        | Марафон           |                       |                       |                |                |            |            | 2:30:55   | 14        |
| Бруна Дженовезе                                     | Марафон           |                       |                       |                |                |            |            | 2:31:31   | 17        |
| Элиза Ригаудо                                       | Ходьба 20 км      |                       |                       |                |                |            |            | 1:27,12   |           |
| Захра Бани                                          | Метание копья     | foul                  | -                     |                |                |            |            | Не прошла | Не прошла |
| Кларисса Кларетти                                   | Толкание молота   | 71,82                 | 5                     |                |                |            |            | 71,33     | 7         |
| Антониетта ди Мартино                               | Прыжки в высоту   | 1,93 (Q)              | 5                     |                |                |            |            | 1,93      | 10        |

### Настольный теннис
Спортсменов — 1
Мужчины
Одиночный разряд
| Михай Бобочика | Афшин Нороузи (IRI) Поб. 4:2 | Фёдор Кузьмин (RUS) Поб. 4:1 | Боян Токич (SLO) Поб. 3:4 | Завершил выступления | 33 |

### Парусный спорт
Спортсменов — 10
| Место | Спортсмен                          | Класс   | Гонка | Гонка | Гонка | Гонка | Гонка | Гонка | Гонка | Гонка | Гонка | Гонка | Гонка | Результат |
| Место | Спортсмен                          | Класс   | 1     | 2     | 3     | 4     | 5     | 6     | 7     | 8     | 9     | 10    | M     | Результат |
| ----- | ---------------------------------- | ------- | ----- | ----- | ----- | ----- | ----- | ----- | ----- | ----- | ----- | ----- | ----- | --------- |
| 20    | Фабьян Хедеджер                    | RS:X    | 14    | 12    | 8     | 17    | 18    | 13    | 18    | 24    | 21    | 17    | -     | 138       |
|       | Диего Ромеро                       | Лазер   | 6     | 3     | 5     | 36    | 10    | 15    | 11    | 9     | 10    | -     | 6     | 75        |
| 7     | Франческо Марколини Эдоардо Бьянчи | Торнадо | 15    | 9     | 4     | 2     | 8     | 4     | 6     | 11    | 8     | 6     | 16    | 74        |

Женщины
| Место | Спортсмен                                                | Класс   | Гонка | Гонка | Гонка | Гонка | Гонка | Гонка | Гонка | Гонка | Гонка | Гонка | Гонка | Результат |
| Место | Спортсмен                                                | Класс   | 1     | 2     | 3     | 4     | 5     | 6     | 7     | 8     | 9     | 10    | M     | Результат |
| ----- | -------------------------------------------------------- | ------- | ----- | ----- | ----- | ----- | ----- | ----- | ----- | ----- | ----- | ----- | ----- | --------- |
|       | Алессандра Сенсини                                       | RS:X    | 6     | 2     | 9     | 1     | DSQ   | 3     | 2     | 2     | 5     | 8     | 2     | 40        |
| 5     | Джулия Конти, Джованна Миколь                            | 470     | 14    | 7     | 6     | 3     | 6     | 11    | 4     | 19    | 12    | 6     | 6     | 75        |
| 15    | Каллигарис Кьяра, Франческа Сконьямилльо, Джулия Пиньоло | Инглинг | 15    | 14    | 13    | 9     | 8     | 9     | 7     | 14    | х     | х     | х     | 74        |

### Плавание
Спортсменов — 30

#### Мужчины
| Спортсменка                                                                          | Соревнование                  | Предварительные заплывы | Предварительные заплывы | Полуфиналы | Полуфиналы | Финал     | Финал     |
| Спортсменка                                                                          | Соревнование                  | Результат               | Место                   | Результат  | Место      | Результат | Место     |
| ------------------------------------------------------------------------------------ | ----------------------------- | ----------------------- | ----------------------- | ---------- | ---------- | --------- | --------- |
| Алессандро Кальви                                                                    | 50 м вольный стиль            | 22,50                   | 30                      | Не прошёл  | Не прошёл  | Не прошёл | Не прошёл |
| Кристиан Галенда                                                                     | 100 м вольный стиль           | 48,55                   | 16                      | 48,47      | 12         | Не прошёл | Не прошёл |
| Эмилиано Брембилья                                                                   | 200 м вольный стиль           | 1:47,04                 | 9                       | 1:47,70    | 11         | Не прошёл | Не прошёл |
| Федерико Кольбертальдо                                                               | 400 м вольный стиль           | 3:45,28                 | 11                      |            |            | Не прошёл | Не прошёл |
| Федерико Кольбертальдо                                                               | 1500 м вольный стиль          | 14:51,44                | 10                      |            |            | Не прошёл | Не прошёл |
| Мирко Ди Тора                                                                        | 100 м на спине                | 54,39                   | 14                      | 54,92      | 15         | Не прошёл | Не прошёл |
| Маттия Аверса                                                                        | 200 м на спине                | 2:00,25                 | 25                      | Не прошёл  | Не прошёл  | Не прошёл | Не прошёл |
| Николо Бени                                                                          | 200 м баттерфляй              | 1:56,99                 | 20                      | Не прошёл  | Не прошёл  | Не прошёл | Не прошёл |
| Лорис Фаччи                                                                          | 200 м брасс                   | 2:09,12                 | 3                       | 2:09,75    | 6          | 2:10,57   | 7         |
| Паоло Боссини                                                                        | 200 м брасс                   | 2:08,98                 | 2                       | 2:09,95    | 7          | 2:11,48   | 8         |
| Алессио Боджиатто                                                                    | 200 м комплексным плаванием   | 1:58,80                 | 7                       | 1:59,77    | 12         | Не прошёл | Не прошёл |
| Алессио Боджиатто                                                                    | 400 м комплексным плаванием   | 4:10,68                 | 6                       |            |            | 4:12,16   | 4         |
| Алессандро Кальви Кристиан Галенда Мишель Сантуччи Филиппо Маньини Марко Белотти     | Эстафета 4х100 вольным стилем | 3:12,65                 | 4                       |            |            | 3:11,48   | 4         |
| Никола Кассио Эмилиано Брембилья Массимилиано Росолино Филиппо Маньини Марко Белотти | Эстафета 4х200 вольным стилем | 7:07,84 (ER)            | 2                       |            |            | 7:05,35   | 4         |
| Мирко ди Тора Алессандро Террин Маттия Налессо Филиппо Маньини Лорис Фаччи           | Эстафета 4х100 комбинировання | 3:34,32                 | 8                       |            |            | DSQ       | DSQ       |
| Валерио Клери                                                                        | 10 км открытая вода           |                         |                         |            |            | 1:52:07,5 | 4         |

#### Женщины
| Спортсменка                                                                        | Соревнование                          | Предварительные заплывы | Предварительные заплывы | Полуфиналы | Полуфиналы | Финал        | Финал     |
| Спортсменка                                                                        | Соревнование                          | Результат               | Место                   | Результат  | Место      | Результат    | Место     |
| ---------------------------------------------------------------------------------- | ------------------------------------- | ----------------------- | ----------------------- | ---------- | ---------- | ------------ | --------- |
| Кристина Кьюзо                                                                     | 50 м вольным стилем                   | 25,74                   | 34                      | Не прошла  | Не прошла  | Не прошла    | Не прошла |
| Федерика Пеллегрини                                                                | 200 м вольным стилем                  | 1:55,45 (WR)            | 1                       | 1:57,23    | 3 (Q)      | 1:54,82 (WR) |           |
| Федерика Пеллегрини                                                                | 400 м вольным стилем                  | 4:02,19 (OR)            | 1                       |            |            | 4:04,56      | 5         |
| Алессия Филиппи                                                                    | 800 м вольным стилем                  | 8:21,95                 | 4 (Q)                   |            |            | 8:20,23      |           |
| Илария Бьянки                                                                      | 100 м баттерфляй                      | 58,12                   | 7 (Q)                   | DSQ        | DSQ        | Не прошла    | Не прошла |
| Паола Каваллино                                                                    | 200 м баттерфляй                      | 2:10,46                 | 21                      | Не прошла  | Не прошла  | Не прошла    | Не прошла |
| Алессия Филиппи                                                                    | 400 м комплексным плаванием           | 4:35,11                 | 3 (Q)                   |            |            | 4:34,34      | 5         |
| Ромина Армеллини                                                                   | 100 м на спине                        | 1:02,21                 | 26                      | Не прошла  | Не прошла  | Не прошла    | Не прошла |
| Эрика Ферраиоли Федерика Пеллегрини Мария Лаура Симонетто Кристина Кьюзо           | Эстафета 4×100 вольным стилем         | 3:40,42                 | 10                      |            |            | Не прошли    | Не прошли |
| Рената Спаньоло Флавия Дзокарри Алис Карпанезе Алессия Филиппи Федерика Пеллегрини | Эстафета 4×200 вольным стилем         | 7:53,38 (Q)             | 3                       |            |            | 7:49,76 (ER) | 4         |
| Ромина Армеллини Роберта Панара Илария Бьянки Федерика Пеллегрини                  | Эстафета 4×100 комбинированным стилем | 4:04,93                 | 14                      |            |            | Не прошли    | Не прошли |
| Мартина Гримальди                                                                  | 10 км открытая вода                   |                         |                         |            |            | 1:59:40,7    | 10        |

### Прыжки в воду
Спортсменов — 4
Мужчины
| Спортсмен           | Соревнование | Квалификация | Квалификация | Полуфинал | Полуфинал | Финал     | Финал     |
| Спортсмен           | Соревнование | Очков        | Место        | Очков     | Место     | Очков     | Место     |
| ------------------- | ------------ | ------------ | ------------ | --------- | --------- | --------- | --------- |
| Франческо Дель'Уомо | Вышка        | 388,80       | 25           | Не прошёл | Не прошёл | Не прошёл | Не прошёл |

Женщины
| Спортсмен                     | Соревнование                  | Квалификация | Квалификация | Полуфинал | Полуфинал | Финал     | Финал     |
| Спортсмен                     | Соревнование                  | Очков        | Место        | Очков     | Место     | Очков     | Место     |
| ----------------------------- | ----------------------------- | ------------ | ------------ | --------- | --------- | --------- | --------- |
| Таня Каньотто                 | Трамплин                      | 332,90       | 6            | 332,40    | 5         | 349,20    | 5         |
| Таня Каньотто                 | Вышка                         | 328,30       | 11           | 296,60    | 13        | Не прошла | Не прошла |
| Ноэми Батки Франческа Даллапе | Синхронные прыжки с трамплина |              |              |           |           | 296,70    | 6         |

### Прыжки на батуте
Спортсменов — 1
Мужчины
| Спортсмен      | Соревнование      | Квалификация | Квалификация | Финал     | Финал     |
| Спортсмен      | Соревнование      | Очков        | Место        | Очков     | Место     |
| -------------- | ----------------- | ------------ | ------------ | --------- | --------- |
| Флавио Канноне | Личное первенство | 66.50        | 14           | Не прошёл | Не прошёл |

### Синхронное плавание
Спортсменок — 2
| Спортсменка                  | Соревнование | Техническая программа | Техническая программа | Произвольная программа (предварительная) | Произвольная программа (предварительная) | Произвольная программа (предварительная) | Произвольная программа (предварительная) | Произвольная программа (Финал) | Произвольная программа (Финал) | Произвольная программа (Финал) | Произвольная программа (Финал) |
| Спортсменка                  | Соревнование | Очков                 | Место                 | Очков                                    | Место                                    | Всего очков                              | Место                                    | Очков                          | Место                          | Всего очков                    | Место                          |
| ---------------------------- | ------------ | --------------------- | --------------------- | ---------------------------------------- | ---------------------------------------- | ---------------------------------------- | ---------------------------------------- | ------------------------------ | ------------------------------ | ------------------------------ | ------------------------------ |
| Беатрис Аделицци Джулия Лапи | Дуэт         | 46,834                | 7                     | 47,000                                   | 7                                        | 93,834                                   | 7                                        | 46,917                         | 7                              | 93,751                         | 7                              |

### Современное пятиборье
Спортсменов — 2

#### Мужчины
| Спортсмен        | Конкур    | Конкур | Фехтование | Фехтование | Плавание  | Плавание | Стрельба  | Стрельба | Бег       | Бег   | Очки | Место |
| Спортсмен        | Результат | Место  | Результат  | Место      | Результат | Место    | Результат | Место    | Результат | Место | Очки | Место |
| ---------------- | --------- | ------ | ---------- | ---------- | --------- | -------- | --------- | -------- | --------- | ----- | ---- | ----- |
| Николя Бенедетти | 1056      | 16     | 784        | 20         | 1180      | 32       | 978       | 10       | 1192      | 2     | 5344 | 14    |

#### Женщины
| Спортсмен       | Конкур    | Конкур | Фехтование | Фехтование | Плавание  | Плавание | Стрельба  | Стрельба | Бег       | Бег   | Очки | Место |
| Спортсмен       | Результат | Место  | Результат  | Место      | Результат | Место    | Результат | Место    | Результат | Место | Очки | Место |
| --------------- | --------- | ------ | ---------- | ---------- | --------- | -------- | --------- | -------- | --------- | ----- | ---- | ----- |
| Клаудия Корсини | 1116      | 17     | 736        | 28         | 1252      | 18       | 1144      | 8        | 1160      | 12    | 5408 | 14    |
| Сара Бартоли    | 872       | 34     | 712        | 29         | 1220      | 20       | 1024      | 26       | 1128      | 17    | 4956 | 32    |

### Спортивная гимнастика
- В общекомандном зачете учитываются лучшие результаты 4 спортсменов.
- Курсивом выделены результаты не вошедшие в общекомандный зачет

Спортсменов — 12
Мужчины
| Спортсмен                                                                                     | Вид соревнования     | Вольные упражнения | Вольные упражнения | Опорный прыжок | Опорный прыжок | Брусья | Брусья | Перекладина         | Перекладина | Кольца              | Кольца    | Конь   | Конь  | Абсолютное первенство | Абсолютное первенство |
| Спортсмен                                                                                     | Вид соревнования     | Очки               | Место              | Очки           | Место          | Очки   | Место  | Очки                | Место       | Очки                | Место     | Очки   | Место | Очки                  | Место                 |
| --------------------------------------------------------------------------------------------- | -------------------- | ------------------ | ------------------ | -------------- | -------------- | ------ | ------ | ------------------- | ----------- | ------------------- | --------- | ------ | ----- | --------------------- | --------------------- |
| Андреа Копполино                                                                              | Личное первенство    | 14,025             | 67                 |                |                | 13,675 | 72     |                     |             | 16,225 (кв.-15,975) | 4 (кв.-6) | 12,925 | 69    | 71,425                | 59                    |
| Альберто Буснари                                                                              | Личное первенство    | 13.525             | 72                 |                |                | 14.625 | 58     | 14.375              | 49          |                     |           | 15.125 | 11    | 57.650                | 69                    |
| Игорь Кассина                                                                                 | Личное первенство    |                    |                    |                |                | 14,125 | 67     | 15,675 (кв.-16,000) | 4 (кв.-2)   |                     |           | 13.800 | 52    | 43.925                | 77                    |
| Маттео Анджиолети Альберто Буснари Игорь Кассина Андреа Копполино Маттео Моранди Энрико Поццо | Командное первенство | 57.250             | 12                 | 63.125         | 12             | 57.225 | 12     | 59.075              | 7           | 61.875              | 2         | 56.950 | 8     | 355.500               | 12                    |

Женщины
| Спортсмен                                                                                         | Вид соревнования     | Вольные упражнения | Вольные упражнения | Бревно | Бревно | Брусья | Брусья | Опорный прыжок      | Опорный прыжок | Абсолютное первенство | Абсолютное первенство |
| Спортсмен                                                                                         | Вид соревнования     | Очки               | Место              | Очки   | Место  | Очки   | Место  | Очки                | Место          | Очки                  | Место                 |
| ------------------------------------------------------------------------------------------------- | -------------------- | ------------------ | ------------------ | ------ | ------ | ------ | ------ | ------------------- | -------------- | --------------------- | --------------------- |
| Ванесса Феррари                                                                                   | Личное первенство    | 14,650             | 18                 | 14,775 | 31     | 14,050 | 58     | 14,825              | -              | 59,450 (кв.-58,300)   | 11 (кв.-21)           |
| Карлотта Джованни                                                                                 | Личное первенство    | 13,575             | 68                 | 13,900 | 65     | 14,475 | 41     | 14,550 (кв.-15,137) | 6 (кв.-6)      | 57,050                | 34                    |
| Франческа Бенолли                                                                                 | Личное первенство    | 13,600             | 66                 | 13,850 | 66     | 14,475 | 40     | 15,075              | -              | 57,00                 | 35                    |
| Моника Бергамелли                                                                                 | Личное первенство    | -                  | -                  | 14,350 | 44     | -      | -      | 13,900              | -              | 28,250                | 90                    |
| Ванесса Феррари Федерика Макри Франческа Бенолли Лиа Паролари Карлотта Джованни Моника Бергамелли | Командное первенство | 56,625             | 9                  | 58,200 | 9      | 57,375 | 12     | 59,075              | 9              | 231,275               | 10                    |

### Стрельба
Спортсменов — 13

#### Мужчины
| Спортсмен           | Соревнование                       | Квалификация | Квалификация | Финал     | Финал     | Место     |
| Спортсмен           | Соревнование                       | Результат    | Место        | Результат | Всего     | Место     |
| ------------------- | ---------------------------------- | ------------ | ------------ | --------- | --------- | --------- |
| Виджилио Фаит       | пневматический пистолет 10 м       | 580          | 9            | Не прошёл | Не прошёл | Не прошёл |
| Мауро Бадаракки     | пневматический пистолет 10 м       | 571          | 40           | Не прошёл | Не прошёл | Не прошёл |
| Франческо Бруно     | Пистолет, 50 м                     | 554          | 18           | Не прошёл | Не прошёл | Не прошёл |
| Виджилио Фаит       | Пистолет, 50 м                     | 551          | 27           | Не прошел | Не прошел | Не прошел |
| Никколо Камприани   | пневматическая винтовка 10 м       | 594          | 12           | Не прошёл | Не прошёл | Не прошёл |
| Марко де Николо     | пневматическая винтовка 10 м       | 592          | 20           | Не прошёл | Не прошёл | Не прошёл |
| Марко де Николо     | Винтовка лёжа, 50 метров           | 593          | 15           | Не прошёл | Не прошёл | Не прошёл |
| Никколо Камприани   | Винтовка лёжа, 50 метров           | 588          | 38           | Не прошёл | Не прошёл | Не прошёл |
| Марко де Николо     | Винтовка с трёх позиций, 50 метров | 1169         | 9            | Не прошёл | Не прошёл | Не прошёл |
| Никколо Камприани   | Винтовка с трёх позиций, 50 метров | 1153         | 39           | Не прошёл | Не прошёл | Не прошёл |
| Джованни Пеллиело   | Трап                               | 120          | 4            | 25        | 145       |           |
| Эрминио Фраска      | Трап                               | 120          | 3            | 20        | 140       | 6         |
| Франческо Д'Аньелло | Дубль-трап                         | 141          | 2            | 46        | 187       |           |
| Даниэль Ди Спиньо   | Дубль-трап                         | 135          | 10           | Не прошёл | Не прошёл | Не прошёл |
| Эннио Фалько        | скит                               | 117          | 14           | Не прошёл | Не прошёл | Не прошёл |
| Андреа Бенелли      | скит                               | 113          | 24           | Не прошёл | Не прошёл | Не прошёл |

#### Женщины
| Спортсменка     | Соревнование                 | Квалификация | Квалификация | Финал     | Финал     | Место     |
| Спортсменка     | Соревнование                 | Результат    | Место        | Результат | Всего     | Место     |
| --------------- | ---------------------------- | ------------ | ------------ | --------- | --------- | --------- |
| Маура Геновеси  | пневматический пистолет 10 м | 378          | 28           | Не прошла | Не прошла | Не прошла |
| Маура Геновеси  | пистолет, 25 метров          | 576          | 24           | Не прошла | Не прошла | Не прошла |
| Дебора Джелисио | трап                         | 66           | 7            | Не прошла | Не прошла | Не прошла |
| Кьяра Кайнеро   | Скит                         | 72 (OR)      | 1            | 21        | 93        |           |

### Стрельба из лука
Перед началом соревнований итальянских лучников причисляли к возможным фаворитам игр, как в личном первенстве, так и в командном. Но если в командной борьбе итальянцы смогли взять серебряную медаль, то в личном неожиданно и Иларио ди Буо и Марко Гальяццо оступились в поединках с менне сильными соперниками.
Спортсменов — 3
Мужчины:
| Спортсмен                                      | Соревнование                | Предварительный раунд | 1/32                                 | 1/16                                                      | 1/8                      | Четвертьфиналы            | Полуфиналы               | Матч за 3-е место  | Финал                        | Место |
| Спортсмен                                      | Соревнование                | Очков                 | Соперник Результат                   | Соперник Результат                                        | Соперник Результат       | Соперник Результат        | Соперник Результат       | Соперник Результат | Соперник Результат           | Место |
| ---------------------------------------------- | --------------------------- | --------------------- | ------------------------------------ | --------------------------------------------------------- | ------------------------ | ------------------------- | ------------------------ | ------------------ | ---------------------------- | ----- |
| Иларио ди Буо (9)                              | Индивидуальные соревнования | 670                   | Мартин Булир (CZE) (56) поб. 111:110 | Виктор Вандерле (USA) (41) пор. 108:108 перестрелка 17:19 | Не прошел                | Не прошел                 | Не прошел                | Не прошел          | Не прошел                    | 25    |
| Марко Гальяццо (12)                            | Индивидуальные соревнования | 667                   | Нильс Делль (DEN) (53) поб. 114:97   | Алан Уиллс (GBR) (21) пор. 109:110                        | Не прошел                | Не прошел                 | Не прошел                | Не прошел          | Не прошел                    | 22    |
| Мауро Несполи (44)                             | Индивидуальные соревнования | 649                   | Алан Уиллс (GBR) (21) пор. 99:103    | Не прошел                                                 | Не прошел                | Не прошел                 | Не прошел                | Не прошел          | Не прошел                    | 58    |
| Иларио ди Буо Марко Гальяццо Мауро Несполи (6) | Командные соревнования      | 1986                  |                                      |                                                           | Канада (11) поб. 219:217 | Малайзия (3) поб. 218:213 | Украина (2) поб. 223:221 |                    | Южная Корея (1) пор. 225:227 |       |

### Теннис
Спортсменов — 4
Мужчины
| Спортсмен                    | Соревнование           | 1/32                                    | 1/16                                                      | 1/8                   | Четвертьфиналы        | Полуфиналы            | Финал                 | Место |
| Спортсмен                    | Соревнование           | Соперник Счёт                           | Соперник Счёт                                             | Соперник Счёт         | Соперник Счёт         | Соперник Счёт         | Соперник Счёт         | Место |
| ---------------------------- | ---------------------- | --------------------------------------- | --------------------------------------------------------- | --------------------- | --------------------- | --------------------- | --------------------- | ----- |
| Симоне Болелли               | Одиночные соревнования | Виктор Ханеску (ROU) Пор. 5:7, 6:3, 4:6 | Закончил выступление                                      | Закончил выступление  | Закончил выступление  | Закончил выступление  | Закончил выступление  | 33    |
| Симоне Болелли Андреас Сеппи | Парные соревнования    |                                         | Роджер Федерер Станислас Вавринка (SUI) (4) Пор. 5:7, 1:6 | Закончили выступление | Закончили выступление | Закончили выступление | Закончили выступление | 17    |

Женщины
| Спортсмен   | Соревнование           | 1/32                               | 1/16                  | 1/8                   | Четвертьфиналы        | Полуфиналы            | Финал                 | Место |
| Спортсмен   | Соревнование           | Соперник Счёт                      | Соперник Счёт         | Соперник Счёт         | Соперник Счёт         | Соперник Счёт         | Соперник Счёт         | Место |
| ----------- | ---------------------- | ---------------------------------- | --------------------- | --------------------- | --------------------- | --------------------- | --------------------- | ----- |
| Сара Эррани | Одиночные соревнования | Саманта Стосур (AUS) Пор. 3:6, 2:6 | Закончила выступление | Закончила выступление | Закончила выступление | Закончила выступление | Закончила выступление | 33    |

### Триатлон
Спортсменов — 4
Мужчины
| Спортсмен       | Соревнование      | Плавание  | Плавание | Велоспорт | Велоспорт | Бег       | Бег   | Финал      | Финал |
| Спортсмен       | Соревнование      | Результат | Место    | Результат | Место     | Результат | Место | Результат  | Всего |
| --------------- | ----------------- | --------- | -------- | --------- | --------- | --------- | ----- | ---------- | ----- |
| Даниэль Фонтана | Личное первенство | 18:22     | 27       | 58:55     | 22        | 34:26     | 33    | 1:52:29,21 | 33    |
| Эмилио Д'Акиньо | Личное первенство | 18:22     | 27       | 58:56     | 23        | 35:43     | 40    | 1:53:58,22 | 40    |

Женщины
| Спортсмен     | Соревнование      | Плавание  | Плавание | Велоспорт | Велоспорт | Бег       | Бег   | Финал      | Финал |
| Спортсмен     | Соревнование      | Результат | Место    | Результат | Место     | Результат | Место | Результат  | Всего |
| ------------- | ----------------- | --------- | -------- | --------- | --------- | --------- | ----- | ---------- | ----- |
| Шарлотт Бонин | Личное первенство | 20:36     | 32       | 1:06:58   | 41        | 41:30     | 43    | 2:09:42,09 | 44    |
| Даниэла Чмет  | Личное первенство | 20:31     | 27       | DNF       | DNF       | DNF       | DNF   | DNF        | —     |

### Тхэквондо
Спортсменов — 3

#### Мужчины
| Спортсмен       | Соревнование | 1/8                            | 1/4                         | Утешительный раунд | 1/2                      | Матч за 3-е место  | Финал                    | Место     |
| Спортсмен       | Соревнование | Соперник Результат             | Соперник Результат          | Соперник Результат | Соперник Результат       | Соперник Результат | Соперник Результат       | Место     |
| --------------- | ------------ | ------------------------------ | --------------------------- | ------------------ | ------------------------ | ------------------ | ------------------------ | --------- |
| Мауро Сармьенто | До 80 кг     | Себастьен Конан (CIV) поб. 4:1 | Стивен Лопес (USA) поб. 2:1 |                    | Аарон Кук (GBR) поб. 6:5 |                    | Хади Саеи (IRI) пор. 4:6 |           |
| Леонардо Базиле | Свыше 80 кг  | Анхель Матос (CUB) пор. 1:3    | Не прошёл                   | Не прошёл          | Не прошёл                | Не прошёл          | Не прошёл                | Не прошёл |

#### Женщины
| Спортсмен          | Соревнование | 1/8                         | 1/4                           | Утешительный раунд | 1/2                       | Матч за 3-е место           | Финал              | Место |
| Спортсмен          | Соревнование | Соперник Результат          | Соперник Результат            | Соперник Результат | Соперник Результат        | Соперник Результат          | Соперник Результат | Место |
| ------------------ | ------------ | --------------------------- | ----------------------------- | ------------------ | ------------------------- | --------------------------- | ------------------ | ----- |
| Вероника Калабрезе | до 57 кг     | Дорис Патино (COL) поб. 2:0 | Бинета Диедхиу (SEN) поб. 3:0 |                    | Лим Суджон (KOR) пор. 1:5 | Дайана Лопес (USA) пор. 2:3 | Не прошла          | 4     |

### Тяжёлая атлетика
Спортсменов — 3
Мужчины
| Категория | Спортсмен        | Масса  | Рывок | Рывок | Рывок | Толчок | Толчок | Толчок | Всего | Место |
| Категория | Спортсмен        | Масса  | 1     | 2     | 3     | 1      | 2      | 3      | Всего | Место |
| --------- | ---------------- | ------ | ----- | ----- | ----- | ------ | ------ | ------ | ----- | ----- |
| до 56 кг  | Вито Деллино     | 55,99  | 102   | 107   | 110   | 132    | 137    | 140    | 247   | 14    |
| до 69 кг  | Джорджио Де Лука | 68.93  | 131   | 131   | 136   | 160    | 160    | 160    | DNF   | —     |
| до 105 кг | Морено Боэр      | 104.45 | 150   | 150   | 150   | 180    | 185    | 185    | 330   | 17    |

### Фехтование
Спортсменов — 13

#### Мужчины
| Спортсмен                                                              | Соревнование          | 1/32               | 1/16                                     | 1/8                                  | Четвертьфиналы                        | Полуфиналы                            | Матч за 3-е место              | Финал                             | Место |
| Спортсмен                                                              | Соревнование          | Соперник Результат | Соперник Результат                       | Соперник Результат                   | Соперник Результат                    | Соперник Результат                    | Соперник Результат             | Соперник Результат                | Место |
| ---------------------------------------------------------------------- | --------------------- | ------------------ | ---------------------------------------- | ------------------------------------ | ------------------------------------- | ------------------------------------- | ------------------------------ | --------------------------------- | ----- |
| Маттео Тальяриоль (4)                                                  | Индивидуальная шпага  |                    | Стурла Торкильдсен (NOR) (36) поб. 15:10 | Ульрих Робейри (FRA) (13) поб. 15:11 | Бас Вервийлен (NED) (12) поб. 15:11   | Хосе Луис Абахо (ESP) (16) поб. 15:12 |                                | Фабрис Жанне (FRA) (27) поб. 15:9 |       |
| Диего Конфалоньери (9)                                                 | Индивидуальная шпага  |                    | Томаш Мотыка (POL) (24) поб. 15:10       | Геза Имре (HUN) (8) поб. 15:9        | Хосе Луис Абахо (ESP) (16) пор. 13:14 | Закончил выступление                  | 7                              |                                   |       |
| Альфредо Рота (18)                                                     | Индивидуальная шпага  |                    | Габор Боцко (HUN) (15) пор. 10:11        | Закончил выступление                 | 21                                    |                                       |                                |                                   |       |
| Сальваторе Санцо (6)                                                   | Индивидуальная рапира |                    |                                          | Джошуа МакГуайр (CAN) (22) поб. 15:3 | Эрван ле Пешо (FRA) (3) поб. 10:9     | Ота Юки (JPN) (10) пор. 14:15         | Чжу Цзюнь (CHN) (8) поб. 15:14 |                                   |       |
| Андреа Кассара (1)                                                     | Индивидуальная рапира |                    |                                          | Роланд Шлоссер (AUT) (17) поб. 15:8  | Чжу Цзюнь (CHN) (8) пор. 14:15        | Не прошёл                             | Не прошёл                      | Не прошёл                         | 5     |
| Альдо Монтано (3)                                                      | Индивидуальная сабля  |                    | Филипп Бодри (CAN) (30) поб. 15:4        | Хорхе Пинья (ESP) (15) пор. 14:15    | Закончил выступления                  | Закончил выступления                  | Закончил выступления           | Закончил выступления              | 10    |
| Диего Оккьюцци (19)                                                    | Индивидуальная сабля  |                    | Хорхе Пинья (ESP) (15) пор. 9:15         | Закончил выступления                 | Закончил выступления                  | Закончил выступления                  | Закончил выступления           | Закончил выступления              | 23    |
| Луиджи Тарантино (1)                                                   | Индивидуальная сабля  |                    | Ренато Агреста (BRA) (33) поб. 15:8      | Борис Сансон (FRA) (16) поб. 15:7    | Чжун Мань (CHN) (9) пор. 13:15        | Закончил выступления                  | Закончил выступления           | Закончил выступления              | 5     |
| Стефано Кароццо Диего Конфалоньери Альфредо Рота Маттео Тальяриоль (3) | Командная шпага       |                    |                                          |                                      | Южная Корея (6) поб. 45:37            | Франция (2) пор. 39:45                | Китай (8) поб. 45:35           |                                   |       |
| Альдо Монтано Луиджи Тарантино Джампьеро Пасторе Диего Оккьюцци (4)    | Командная сабля       |                    |                                          |                                      | Южная Корея (5) поб. 45:39            | Франция (1) пор. 41:45                | Китай (3) поб. 45:44           |                                   |       |

#### Женщины
| Спортсмен                                                                     | Соревнование          | 1/32               | 1/16                                     | 1/8                                    | Четвертьфиналы                        | Полуфиналы                              | Матч за 3-е место                        | Финал                        | Место |
| Спортсмен                                                                     | Соревнование          | Соперник Результат | Соперник Результат                       | Соперник Результат                     | Соперник Результат                    | Соперник Результат                      | Соперник Результат                       | Соперник Результат           | Место |
| ----------------------------------------------------------------------------- | --------------------- | ------------------ | ---------------------------------------- | -------------------------------------- | ------------------------------------- | --------------------------------------- | ---------------------------------------- | ---------------------------- | ----- |
| Валентина Веццали (2)                                                         | Индивидуальная рапира |                    | Магдалена Мроцкевич (POL) (31) поб. 15:3 | Чжан Лэй (CHN) (15) поб. 10:7          | Эдина Кнапек (HUN) (10) поб. 15:3     | Маргерита Гранбасси (ITA) (3) поб. 12:3 |                                          | Нам Хёнхи (KOR) (4) поб. 6:5 |       |
| Джованна Триллини (1)                                                         | Индивидуальная рапира |                    | Мислейдис Компани (CUB) (33) поб. 15:7   | Аида Шанаева (RUS) (16) поб. 15:3      | Катя Вахтер (GER) (24) поб. 15:8      | Нам Хёнхи (KOR) (4) пор. 10:15          | Маргерита Гранбасси (ITA) (3) пор. 12:15 | Закончила выступления        | 4     |
| Маргерита Гранбасси (3)                                                       | Индивидуальная рапира |                    | Индра Ангад-Гор (NED) (30) поб. 11:5     | Виктория Никишина (RUS) (19) поб. 11:4 | Евгения Ламонова (RUS) (11) поб. 12:7 | Валентина Веццали (ITA) (2) пор. 3:12   | Джованна Триллини (ITA) (1) поб. 15:12   | Закончила выступления        |       |
| Илария Бьянко (12)                                                            | Индивидуальная сабля  |                    | Хуан Хайян (CHN) (21) поб. 15:12         | Софья Великая (RUS) (5) пор. 6:15      | Закончила выступления                 | Закончила выступления                   | Закончила выступления                    | Закончила выступления        | 11    |
| Валентина Веццали Джованна Триллини Маргерита Гранбасси Илария Сальватори (4) | Командная рапира      |                    |                                          |                                        | Китай (5) поб. 37:24                  | Россия (1) пор. 21:22                   | Венгрия (3) поб. 32:23                   |                              |       |

### Футбол
Спортсменов — 22
Мужчины

#### Состав команды
| №              | Имя                   | Клуб                | Дата рождения    | Возраст | Игр     | Голов   |
| Вратари        | Вратари               | Вратари             | Вратари          | Вратари | Вратари | Вратари |
| -------------- | --------------------- | ------------------- | ---------------- | ------- | ------- | ------- |
| 1              | Эмилиано Вивиано      | Брешиа              | 1 декабря 1985   | 22      | 4       | -3      |
| 18             | Андреа Консильи       | Аталанта            | 27 января 1987   | 21      | 1       | 0       |
| Защитники      |                       |                     |                  |         |         |         |
| 2              | Марко Мотта           | Удинезе             | 14 мая 1986      | 22      | 2       | 0       |
| 3              | Паоло Де Чельи        | Ювентус             | 17 сентября 1986 | 21      | 3       | 0       |
| 6              | Доменико Кришито      | Дженоа              | 30 декабря 1986  | 21      | 3       | 0       |
| 13             | Андреа Кода           | Удинезе             | 25 апреля 1985   | 23      | 3       | 0       |
| 15             | Сальваторе Боккетти   | Дженоа              | 27 января 1987   | 21      | 4       | 0       |
| 16             | Лоренцо Де Сильвестри | Лацио               | 23 мая 1988      | 20      | 2       | 0       |
| Полузащитники  |                       |                     |                  |         |         |         |
| 4              | Антонио Ночерино      | Палермо (к)         | 18 января 1985   | 23      | 4       | 0       |
| 5              | Лука Чигарини         | Парма               | 20 июня 1986     | 22      | 4       | 0       |
| 7              | Риккардо Монтоливо    | Фиорентина          | 18 января 1985   | 23      | 4       | 1       |
| 8              | Клаудио Марчизио      | Ювентус             | 19 января 1986   | 22      | 1       | 0       |
| 12             | Даниэле Дессена       | Сампдория           | 10 мая 1987      | 21      | 2       | 0       |
| 20             | Антонио Кандрева      | Ливорно             | 28 февраля 1987  | 21      | 2       | 0       |
| 21             | Андреа Руссотто       | Наполи              | 25 марта 1988    | 20      | 0       | 0       |
| Нападающие     |                       |                     |                  |         |         |         |
| 9              | Томмазо Рокки*        | Лацио               | 19 сентября 1977 | 30      | 1       | 1       |
| 10             | Себастьян Джовинко    | Ювентус             | 26 января 1987   | 21      | 4       | 1       |
| 11             | Джузеппе Росси        | Вильярреал          | 1 февраля 1987   | 21      | 4       | 4       |
| 14             | Роберт Аквафреска     | Кальяри             | 11 сентября 1987 | 20      | 4       | 1       |
| 17             | Игнацио Абате         | Милан               | 12 ноября 1986   | 21      | 4       | 0       |
| Главный тренер |                       |                     |                  |         |         |         |
| Флаг Италии    | Пьерлуиджи Казираги   | Пьерлуиджи Казираги | 4 марта 1969     | 39      |         |         |

Звёздочкой (*) отмечены игроки, которые родились ранее 1 января 1985 года.

#### Результаты

##### Групповой турнир
Группа D
|   | Команда          | И | В | Н | П | ГЗ | ГП | +/- | Очки |
| - | ---------------- | - | - | - | - | -- | -- | --- | ---- |
| 1 | Италия           | 3 | 2 | 1 | 0 | 6  | 0  | +6  | 7    |
| 2 | Камерун          | 3 | 1 | 2 | 0 | 2  | 1  | +1  | 5    |
| 3 | Республика Корея | 3 | 1 | 1 | 1 | 2  | 4  | −2  | 4    |
| 4 | Гондурас         | 3 | 0 | 0 | 3 | 0  | 5  | −5  | 0    |

| 7 августа 2008 17:00 | \| Гондурас \| 0:3 (0:2) Отчёт \| Италия \| \| \| Голы \| Себастьян Джовинко 41' Джузеппе Росси 45' (пен.) Роберт Аквафреска 52' (пен.) \| | Стадион: Олимпийский спортивный центр, Циньхуандао Зрителей: 21 680 Судья: Дамир Скомина |
| Гондурас             | 0:3 (0:2) Отчёт | Италия                                                                                   |
|                      | Голы | Себастьян Джовинко 41' Джузеппе Росси 45' (пен.) Роберт Аквафреска 52' (пен.)            |

| 10 августа 2008 19:45                                       | \| Италия \| 3:0 (2:0) Отчёт \| Республика Корея \| \| Джузеппе Росси 15' Томмазо Рокки 32' Риккардо Монтоливо 90' \| Голы \| \| | Стадион: Олимпийский спортивный центр, Циньхуандао Зрителей: 29 455 Судья: Томас Айнваллер |
| Италия                                                      | 3:0 (2:0) Отчёт | Республика Корея                                                                           |
| Джузеппе Росси 15' Томмазо Рокки 32' Риккардо Монтоливо 90' | Голы |                                                                                            |

| 13 августа 2008 17:00 | \| Камерун \| 0:0 (0:0) Отчёт \| Италия \| | Стадион: Олимпийский центр, Тяньцзинь Зрителей: 47 307 Судья: Мартин Васкес |
| Камерун               | 0:0 (0:0) Отчёт                            | Италия                                                                      |

##### 1/4 финала
| 16 августа 2008 18:00                 | \| Италия \| 2:3 (1:2) Отчёт \| Бельгия \| \| Джузеппе Росси 18' (пен.), 74' (пен.) \| Голы \| Мусса Дембеле 24', 79' Кевин Миральяс 45'+2 \| | Стадион: Стадион Рабочих, Пекин Зрителей: 50 802 Судья: Эктор Бальдасси |
| Италия                                | 2:3 (1:2) Отчёт | Бельгия                                                                 |
| Джузеппе Росси 18' (пен.), 74' (пен.) | Голы | Мусса Дембеле 24', 79' Кевин Миральяс 45'+2                             |

### Художественная гимнастика
Спортсменов — 6
Женщины
| Спортсмен                                                                                          | Соревнование           | Квалификация | Квалификация | Финал  | Финал |
| Спортсмен                                                                                          | Соревнование           | Очков        | Место        | Очков  | Место |
| -------------------------------------------------------------------------------------------------- | ---------------------- | ------------ | ------------ | ------ | ----- |
| Даниэла Массерони Элиза Бьянчи Фабриция Д' Оттавио Маринелла Фалька Элиза Сантони Анжелика Савраюк | Групповые соревнования | 34,525       | 4            | 34,425 | 4     |